# Macrophasma
Macrophasma is een geslacht van Phasmatodea uit de familie Phasmatidae. De wetenschappelijke naam van dit geslacht is voor het eerst geldig gepubliceerd in 2006 door Hennemann & Conle.

## Soorten
Het geslacht Macrophasma omvat de volgende soorten:
- Macrophasma biroi (Redtenbacher, 1908)
- Macrophasma lyratus (Redtenbacher, 1908)
- Macrophasma oreitrephes (Günther, 1929)